# Robert Hliněnský
Robert Hliněnský (3. listopadu 1908 Brno – 8. ledna 1979 Brno) byl český malíř, kreslíř, grafik a výtvarný pedagog.

## Život
Narodil se v zemské porodnici v Brně jako nemanželské dítě dcery traťmistra Berty Hliněnské (* 1888 Velké Meziříčí), k otcovství se později přihlásil vlakový průvodčí Robert Hrušák z brněnských Židenic. Vychodil Německou obecnou školu v Brně na Zvonařce (1919–1920), pokračoval v chlapecké Německé škole měšťanské v Brně (1920–1924), po přípravce na Školu uměleckých řemesel v Brně (1926–1928) nastoupil do speciální třídy pro dekorativní malbu této školy u Emanuel Hrbka (1928–1930). Po návratu z vojenské služby v Olomouci byl zaměstnán v malírně Zemského divadla v Brně (1932–1941) a s dvěma kolegy si zřídil ateliér.
V listopadu 1935 měl první výstavu s Josefem Adamčíkem a vystavoval i v „kabinetu umění“ s volným sdružením výtvarníků. Za války ztratil práci v Zemském divadle, které nesmělo hrát, po válce vystavoval v Domě umění, Barvičově knihkupectví a dalších galerijních prostorách. V roce 1960 se stal učitelem výtvarného oboru na LŠU (dnes základní umělecké škole) v Brně, kde působil do odchodu do důchodu v roce 1970. 
Měl 20 samostatných výstav s 9 katalogy a 44 kolektivních výstav. Jeho díla mají ve svých sbírkách Moravská galerie v Brně, Muzeum města Brna, Galerie umění Karlovy Vary, Alšova jihočeská galerie v Hluboké nad Vltavou, Horácká galerie v Novém Městě na Moravě a Muzeum umění Olomouc. 
Byl členem syndikátu českých výtvarníků v Praze (1942–1946), Spolku výtvarných umělců moravskoslezských Aleš v Brně (1940–1946), Bloku výtvarných umělců země Moravskoslezské (1946–1948), Svazu československých výtvarných umělců (1948–1970), Skupiny M, později M Brno (1959–1965) a Skupiny Parabola (1963–1964).
Byl třikrát ženat, několikrát byl hospitalizován na psychiatrické klinice, v roce 1979 zemřel na infarkt. Je pohřben na Židenickém hřbitově v Brně (skup. 16, hrob 46-47, souřadnice 49.2051128N, 16.648076E).
Své básně mu věnoval Jan Skácel.